# Décimo Junio Bruto Esceva (cónsul 325 a. C.)
Décimo Junio Bruto Esceva  fue un político y militar romano que desempeñó los cargos de magister equitum del dictador Quinto Publilio Filón en el año 339 a. C. y de cónsul en 325 a. C. con el patricio Lucio Furio Camilo.
Llevó en su consulado la guerra contra los vestinos, a quienes venció en batalla después de una dura campaña, y tomó dos de sus ciudades: Cutina y Cingilia.